# Dave Kirby
Dave Kirby (1939 - 17 kwietnia 2004 w Branson, Missouri), amerykański muzyk country, autor piosenek, wokalista i gitarzysta.
Był m.in. twórcą piosenek Is Anybody Going To San Antone? (dla Charleya Pride'a, piosenka była nr 1 na listach przebojów), Down By The River (dla Bucka Owensa i Rose Maddox), Wish I Didn't Have To Miss You (dla Jacka Greene'a). Wśród wybitnych wykonawców, z którymi współpracował jako gitarzysta sesyjny, byli Dolly Parton, Ringo Starr, Merle Haggard i Willie Nelson.
Był autorem i wykonawcą znanej piosenki North Alabama (1973). Poślubił wokalistkę country, Leonę Williams.